# Giantommaso Pico della Mirandola
Giovanni Tommaso Pico della Mirandola (Mirandola, 1492 – 1567) è stato un nobile e militare italiano.
Signore di Roddi e conte della Mirandola e di Concordia, fu spodestato dal cugino Galeotto II Pico, che gli uccise il padre Gianfrancesco II Pico (fratello del filosofo Giovanni Pico della Mirandola). Tentò inutilmente per tutta la vita di rimpossessarsi del territorio mirandolese.

## Biografia

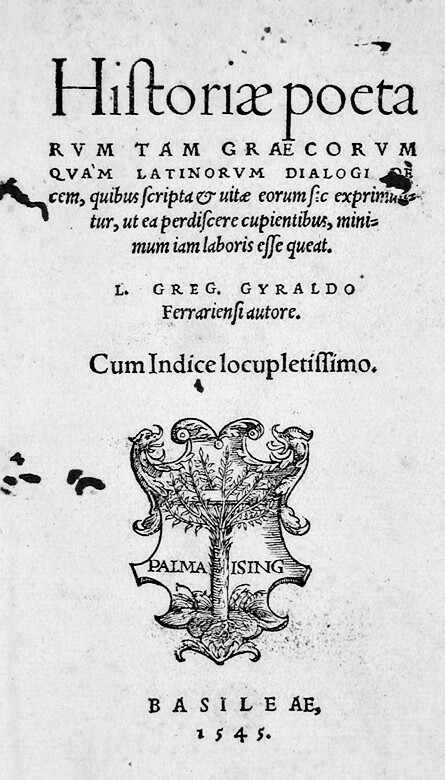
Lilio Gregorio Giraldi, Historiae poetarum tam Graecorum quam Latinorum dialogi decem

Figlio primogenito di Gianfrancesco II Pico e Giovanna Carafa, nacque circa nel 1492, un anno dopo la celebrazione del matrimonio dei genitori avvenuta il 26 marzo 1491. Dopo l'assedio della Mirandola del 1502, venne imprigionato insieme a due sorelle, mentre il padre sconfitto dai fratelli Federico e Ludovico venne esiliato nel castello di Novi di Modena. Il 21 maggio 1503 la madre Giovanna Carafa scrisse due lettere commoventi al marchese e alla marchesa di Mantova, chiedendo di intercedere per ottenere la liberazione dei figli. Poco dopo, Giantommaso fu liberato e iniziò a dedicarsi agli studi, per i quali venne assunto l'umanista Giglio Gregorio Giraldi come precettore presso il castello di Carpi di Alberto III Pio. Qui Giraldi compose i dieci dialoghi delle Historiæ poetarum, uno dei primi trattati eruditi sugli autori classici e in assoluto il primo saggio incentrato sulla letteratura greca, in cui Giantommaso è uno dei protagonisti dei dialoghi, insieme all'autore al personaggio fittizio di Pisone (un letterato in fuga dalla peste, nome comunque ispirato all'Epistola ai Pisoni di Orazio). Nel 1505 il padre Gianfrancesco gli dedicò l'opera De Dialectica Libri Quinque o Institutiones logicæ, la più importante fra le opere perdute, scritta come guida per gli studi di logica; nel 1524 gli fu dedicato il poema Descrizione dell'isola della Mirandola.
In seguito l'assedio del 1511, papa Giulio II restituì la Mirandola a Gianfrancesco II Pico, che poco dopo fu di nuovo scacciato da Gian Giacomo Trivulzio. A seguito della pace, la signoria venne divisa, assegnando Mirandola a Gianfrancesco e Concordia alla cognata Francesca Trivulzio. Tuttavia, continuando i contrasti, nel 1517 Giantommaso si arruolò nelle truppe del padre per cingere d'assedio Concordia: grazie ad un'imboscata nel mese di dicembre, l'esercito mirandolese venne ricacciato dentro la fortezza della Mirandola.
Il 27 settembre 1521 Giantommaso si recò a Roma per consegnare una cospicua somma di denaro (5000 o 8000 scudi) per tentare di impossessarsi della città di Concordia.
Nel 1523 sposò Carlotta Orsini, figlia di Gian Giordano Orsini, che gli portò in dono una cospicua dote di 18.000 ducati d'oro. Il matrimonio venne negoziato a Bracciano il 28 ottobre 1519 dalla matrigna della sposa Felice Della Rovere (figlia illegittima di papa Giulio II), ma poiché la signora Orsini non era la madre di Carlotta, dovette chiedere l'approvazione del fratello di lei Napoleone Orsini, abate di Farfa, di Renzo da Ceri e del cardinale Franciotto Orsini.

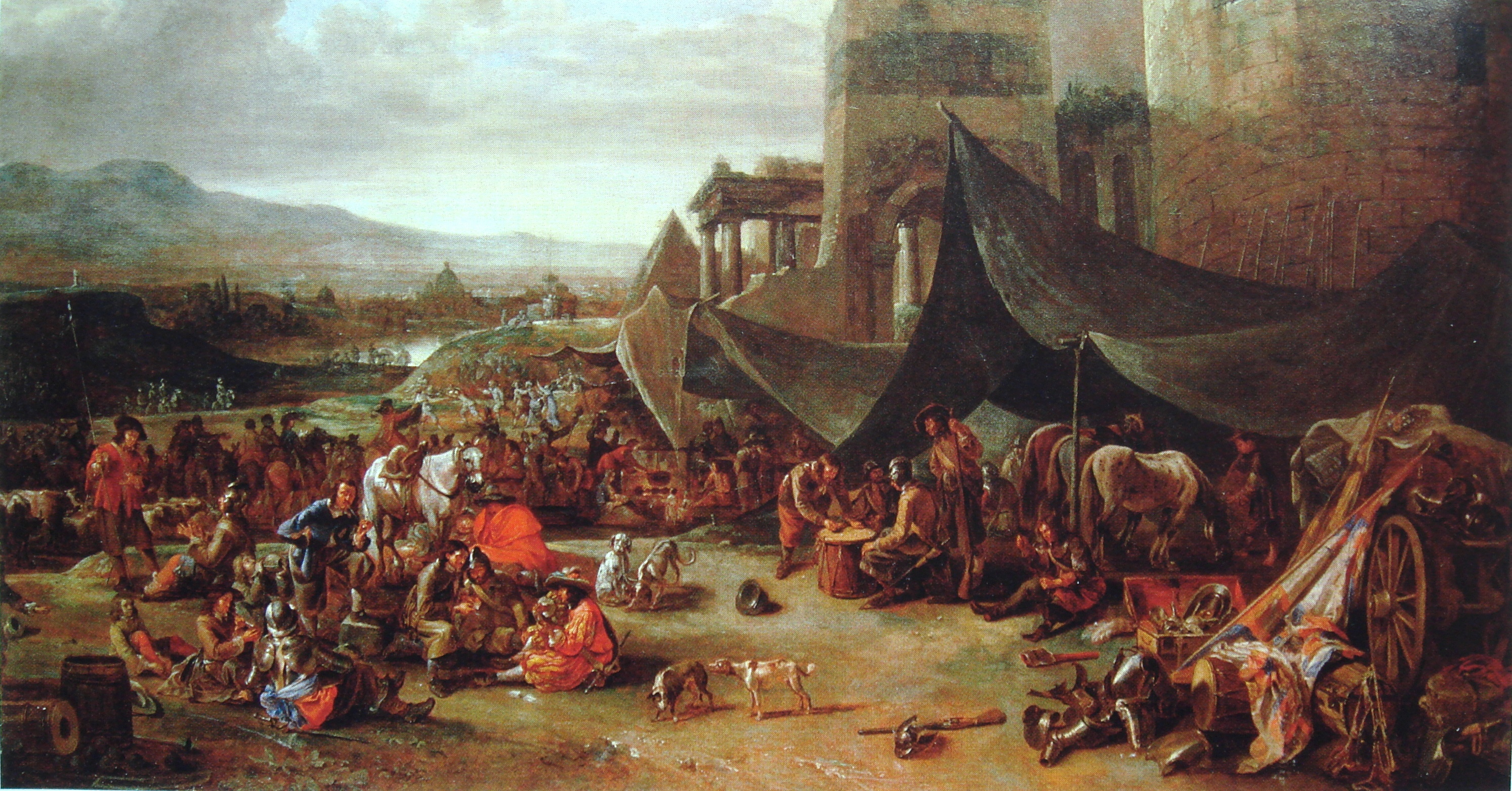
Johannes Lingelbach, Il sacco di Roma del 1527

Durante il Sacco di Roma del 1527 Giantommaso venne fatto prigioniero dal capitano della cavalleria imperiale Roderigo Azzo. Dal momento che il padre Gianfrancesco II non voleva pagare il riscatto, essendosi il figlio arruolato nell'esercito della Lega contro il suo parere (forse, per tale motivo, era stato anche diseredato), Giantommaso si rivolse a conte di Novellara Alessandro I Gonzaga (marito di Costanza da Correggio, figlia di Violante Pico della Mirandola) per chiedergli di pagare i 1.500 scudi d'oro richiesti per la sua liberazione, che avvenne il 27 giugno 1527. I Pico restituirono poi solo 400 scudi al conte di Novellara, tanto che nel 1551 Francesco II Gonzaga-Novellara, figlio di Alessandro I Gonzaga, scrisse all'imperatore Carlo V di Spagna per chiedergli di ordinare ai Pico di saldare il debito: il 3 agosto l'imperatore delegò don Ferrante I Gonzaga, principe di Guastalla al fine di risolvere la questione.
Nel frattempo, Giantommaso aveva ottenuto la fiducia di papa Clemente VII, che lo inviò come ambasciatore alla seconda Dieta di Spira (15 marzo-22 aprile 1529) per accordarsi coi principi alemanni su come meglio difendersi dal Solimano (che aveva espugnato Buda e minacciava ormai l'intera Ungheria e Vienna) e tentare di appianare i crescenti contrasti di religione con i cristiani protestanti. Dopo aver diligentemente adempiuto a tale prestigioso incarico con ampia soddisfazione del Papa, Giantommaso si riappacificò anche col padre, tanto che quest'ultimo lo incluse nuovamente nel testamento del 18 marzo 1531, in cui lo nominava successore nel dominio della Mirandola e di Concordia (all'epoca ancora in mano a Galeotto II Pico). Poco dopo però, Gianfrancesco iniziò di nuovo a sospettare che il figlio tramasse contro di lui, cosicché allontanò Giantommaso a Milano. Sennonché, il 16 ottobre 1533 Galeotto II penetrò di notte nel castello della Mirandola e uccise Gianfrancesco II e suo figlio Alberto, imprigionando inoltre Carlotta Orsini con i figli e il fratello Paolo Pico. Ottenuta la liberazione, la famiglia spodestata lasciò definitivamente la Mirandola, rifugiandosi prima a Correggio, e in seguito al castello di Roddi. A seguito degli omicidi, l'imperatore Carlo V fece aprire un processo contro Galeotto, che venne dichiarato ribelle, decaduto da tutti i diritti e feudi e messo al bando del Sacro Romano Impero. Secondo alcune voci, nel mese di dicembre 1533 Giantommaso avrebbe rinunciato ai suoi diritti sulla Mirandola, rimettendoli a papa Clemente VII; altri dissero che l'imperatore avesse venduto la Mirandola al Duca di Ferrara per la somma di 80.000 ducati d'oro. In seguito, Carlo V riassegnò a Giantommaso le contee di Mirandola e Concordia, mentre il 14 marzo 1534 il vescovo di Reggio Emilia, Ugo Rangone, lo investì della signoria di San Martino Spino. Tuttavia, Galeotto II Pico chiese astutamente la protezione del Re di Francia, che lo sostenne.
Nel giugno 1536 Giantommaso tentò di riconquistare Mirandola, riunendo 500 fanti e 15 compagnie di tedeschi (5.000 lanzichenecchi e 3.000 italiani, secondo altra fonte), ma dopo otto giorni di scontri le truppe imperiali dovettero ritirarsi verso Torino per necessità più stringenti. Il 24 agosto morì la madre Giovanna Carafa, che lasciò l'eredità ai figli Giantommaso e Paolo.
Il 18 giugno 1538, nella tregua decennale tra Carlo V e Francesco I di Francia, venne tra l'altro stabilito di terminare per via di giustizia la controversia mirandulana tra Galeotto e Giantommaso; tuttavia già il 10 giugno 1540 l'imperatore scrisse a Galeotto per invitarlo a desistere dalle molestie al cugino. Nel frattempo il duca Ercole II d'Este aveva anche cercato di fare da paciere, invitando Paolo Pico a mediare col fratello Giantommaso per trovare un accordo col cugino nemico Galeotto. Paolo accettò dunque un compenso di 5.000 scudi annui pagati da Galeotto, in attesa della definizione della controversia, mentre Giantommaso si rifiutò categoricamente di compromettere i propri diritti poiché l'imperatore gli aveva "promesso la testa di Galeotto" e la restituzione della Mirandola.
Nell'aprile 1543 il figlio secondogenito Virginio venne ucciso in una lite da Ippolito Manfredi, figlio del conte Taddeo Manfredi; nacque una disputa tra Giantommaso e il padre dell'assassino, che fecero affiggere pubblicamente manifesti calunniosi e ingiuriosi l'uno nei confronti dell'altro, per i quali venne chiesto un parere giuridico a Girolamo Muzio.. Nel testamento del 13 gennaio 1547 nominò perciò suo erede il figlio Girolamo, concedendo altresì una dote alla figlia Maddalena, sposa del conte Agostino I Tizzone, conte di Desana.
Il 3 febbraio 1549 fu diffusa la voce della sua uccisione a Milano con un colpo di archibugio o spada dai propri servitori.
Il 17 dicembre 1556 ottenne dall'imperatore Carlo V un vitalizio di 1.200 scudi annui. Il 23 maggio 1567 ottenne il diploma dell'imperatore Ferdinando I che confermava la sua investitura nel feudo di Mirandola, riconfermata poi anche dal successivo imperatore Massimiliano II; tuttavia Giantommaso fu costretto a rimanere nella sua residenza di Parma.
Nel marzo 1567 morì a Roddi il fratello Paolo Pico, la cui vedova Costanza Del Caretto, insieme alle figlie Giovanna ed Eleonora, si impadronì del castello di Roddi (che nel 1598 sarà poi ereditato dal mantovano Ascanio Andreasi). Ritenendosi di nuovo leso nei suoi diritti, Giantommaso si rivolse al duca di Mantova e marchese del Monferrato, che rimise il caso al Senato di Casale Monferrato. Conferito l'incarico al proprio difensore Antonio Sebastiano Guaita il 14 maggio 1567, poco dopo Giantommaso morì improvvisamente, facendo subentrare il figlio Girolamo nella disputa giudiziaria. Dopo essere stato accusato di una congiura nei confronti di Ludovico II Pico della Mirandola, Girolamo morì poi nel 1586 senza prole avuta dalla moglie Francesca Malaspina, estinguendo così questo ramo della famiglia Pico.

## Discendenza
Giantommaso Pico sposò nell'ottobre 1519 Carlotta Orsini, figlia di Gian Giordano Orsini, signore di Bracciano, e di Maria Cecilia d'Aragona, figlia illegittima di re Ferdinando I di Napoli ed Eulalia Ravignano. Ebbe discendenza:
- Girolamo Pico (* 1525 – † 1588), signore di Roddi dal 1567.[1] Sposò Francesca Malaspina, figlia di Cesare Malaspina, marchese di Malgrate;[1]
- Virginio Pico (* 1527 – † assassinato poco prima del 6 aprile 1543);[1]
- Giovanni Antonio Pico (* battezzato il 4 gennaio 1530 – † 1559);[1]
- Maddalena Pico (* 1531 – † 1560), sposò il 16 febbraio 1560 Agostino Tizzone, conte di Desana.[1]

## Ascendenza
|                            |                   |                               | Genitori                  |  |  | Nonni |  |  | Bisnonni             |  |  | Trisnonni       |  |
|                            |                   |                               |                           |  |  |       |  |  | Gianfrancesco I Pico |  |  | Giovanni I Pico |  |
|                            |                   |                               |                           |  |  |       |  |  | Gianfrancesco I Pico |  |  | Giovanni I Pico |  |
|                            |                   | Caterina Bevilacqua           |                           |  |  |       |  |  | Gianfrancesco I Pico |  |  |                 |  |
| Galeotto I Pico            |                   |                               |                           |  |  |       |  |  | Gianfrancesco I Pico |  |  |                 |  |
|                            |                   | Giulia Boiardo                | Feltrino Boiardo          |  |  |       |  |  |                      |  |  |                 |  |
|                            |                   | Giulia Boiardo                | Feltrino Boiardo          |  |  |       |  |  |                      |  |  |                 |  |
|                            |                   | Giulia Boiardo                | Guiduccia da Correggio    |  |  |       |  |  |                      |  |  |                 |  |
| Giovanni Francesco II Pico |                   | Giulia Boiardo                |                           |  |  |       |  |  |                      |  |  |                 |  |
|                            |                   | Niccolò III d'Este            | Alberto V d'Este          |  |  |       |  |  |                      |  |  |                 |  |
|                            |                   | Niccolò III d'Este            | Alberto V d'Este          |  |  |       |  |  |                      |  |  |                 |  |
|                            |                   | Niccolò III d'Este            | Isotta Albaresani         |  |  |       |  |  |                      |  |  |                 |  |
| Bianca d'Este              |                   | Niccolò III d'Este            |                           |  |  |       |  |  |                      |  |  |                 |  |
|                            |                   | Anna de' Roberti              | ?                         |  |  |       |  |  |                      |  |  |                 |  |
|                            |                   | Anna de' Roberti              | ?                         |  |  |       |  |  |                      |  |  |                 |  |
|                            |                   | Anna de' Roberti              | ?                         |  |  |       |  |  |                      |  |  |                 |  |
| Giantommaso Pico           |                   | Anna de' Roberti              |                           |  |  |       |  |  |                      |  |  |                 |  |
|                            | Diomede II Carafa | Antonio Carafa, detto Malizia |                           |  |  |       |  |  |                      |  |  |                 |  |
|                            | Diomede II Carafa | Antonio Carafa, detto Malizia |                           |  |  |       |  |  |                      |  |  |                 |  |
|                            | Diomede II Carafa | Caterina Farafalla            |                           |  |  |       |  |  |                      |  |  |                 |  |
| Giovanni Tommaso Carafa    | Diomede II Carafa |                               |                           |  |  |       |  |  |                      |  |  |                 |  |
|                            |                   | Maria Caracciolo Rossi        | Paolo Caracciolo Rossi    |  |  |       |  |  |                      |  |  |                 |  |
|                            |                   | Maria Caracciolo Rossi        | Paolo Caracciolo Rossi    |  |  |       |  |  |                      |  |  |                 |  |
|                            |                   | Maria Caracciolo Rossi        | ?                         |  |  |       |  |  |                      |  |  |                 |  |
| Giovanna Carafa            |                   | Maria Caracciolo Rossi        |                           |  |  |       |  |  |                      |  |  |                 |  |
|                            |                   | Roberto Sanseverino           | Leonetto Sanseverino      |  |  |       |  |  |                      |  |  |                 |  |
|                            |                   | Roberto Sanseverino           | Leonetto Sanseverino      |  |  |       |  |  |                      |  |  |                 |  |
|                            |                   | Roberto Sanseverino           | Lisa Attendolo            |  |  |       |  |  |                      |  |  |                 |  |
| Giulia Sanseverino         |                   | Roberto Sanseverino           |                           |  |  |       |  |  |                      |  |  |                 |  |
|                            |                   | Elisabetta da Montefeltro     | Ferdinando da Montefeltro |  |  |       |  |  |                      |  |  |                 |  |
|                            |                   | Elisabetta da Montefeltro     | Ferdinando da Montefeltro |  |  |       |  |  |                      |  |  |                 |  |
|                            |                   | Elisabetta da Montefeltro     | ?                         |  |  |       |  |  |                      |  |  |                 |  |
|                            |                   | Elisabetta da Montefeltro     |                           |  |  |       |  |  |                      |  |  |                 |  |